# Departamento Artibonito
Artibonito (en francés: département de l'Artibonite, y en criollo haitiano: depatman Latibonit) es uno de los diez departamentos (francés: départements) de Haití. Tiene un área de 4984 km² y una población de 1 168 800 habitantes (2002). Es la principal zona de producción de arroz del país. Las principales ciudades son Gonaïves (la capital) y San Marcos. Una fuerza insurgente llamada Front de résistance révolutionnaire de l'Artibonite intentó declarar, sin éxito, la independencia del departamento en febrero de 2004.
El departamento se divide en 5 distritos o arrondissements:
1. Dessalines / Desalin (ciudad más importante: Dessalines / Desalin)
2. Les Gonaïves / Gonayiv (ciudad más importante: Les Gonaïves / Gonayiv)
3. Gros-Morne / Gwo Mòn (ciudad más importante: Gros-Morne / Gwo Mòn)
4. Marmelade / Mamlad (ciudad más importante: Marmelade / Mamlad)
5. Saint-Marc / Sen Mak (ciudad más importante: Saint-Marc / Sen Mak)

## Comunas

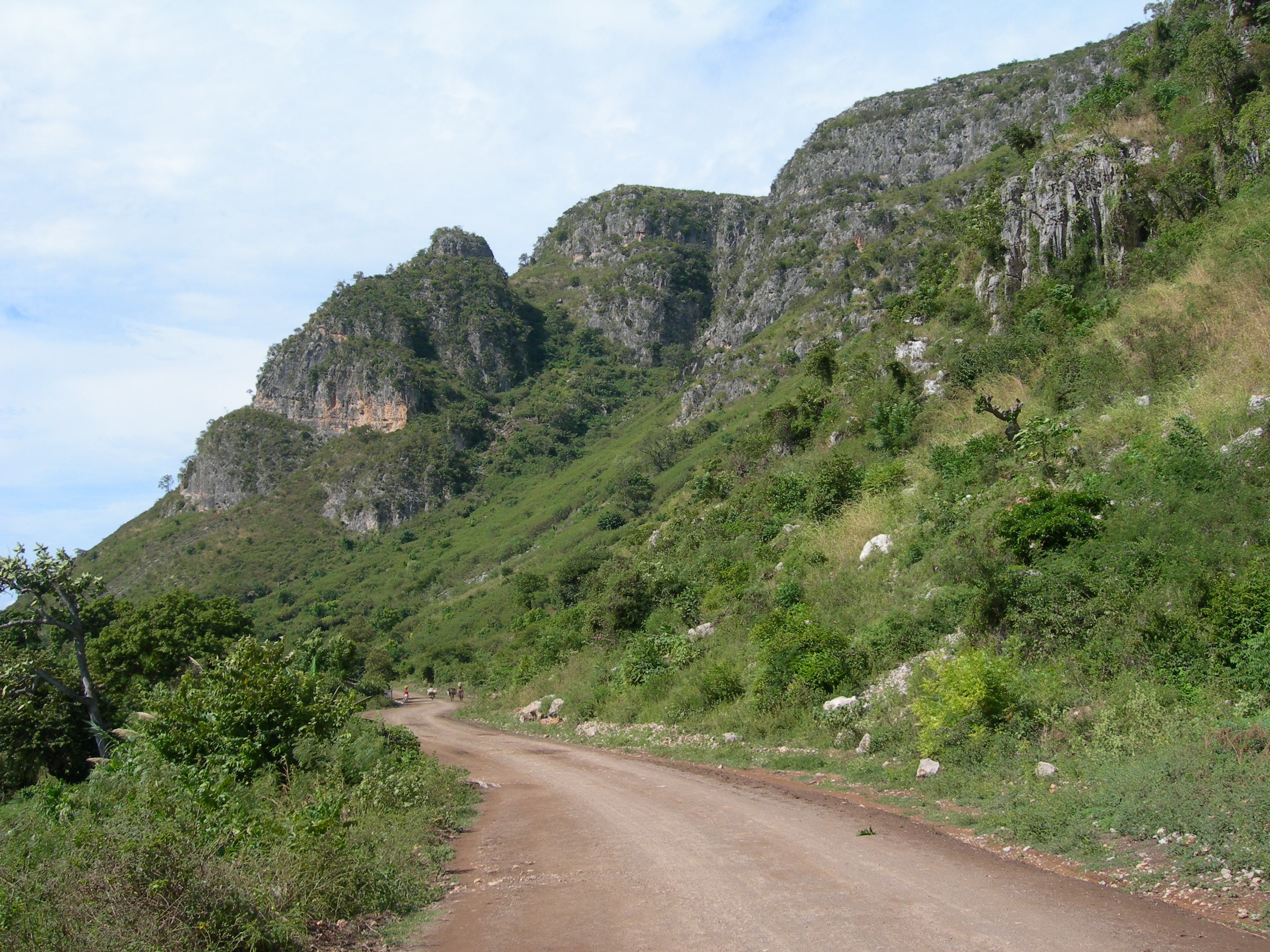
Distrito de Dessalines

El departamento Artibonito posee 15 municipios:
- Anse-Rouge
- Desdunes
- Dessalines
- Ennery
- Grande-Saline
- Gros-Morne
- La Chapelle
- Les Gonaïves
- L'Estère
- Mermelada
- Petite-Rivière-de-l'Artibonite
- San Marcos
- San Miguel de la Atalaya
- Terre-Neuve
- Verrettes